# Айкуни, Гурген Саркисович
Гурге́н Сарки́сович Айку́ни (арм. Գուրգեն Սարգսի Հայկունի, 31 августа 1889, Алашкерт, Османская империя — 13 апреля 1966, Ереван, Армянская ССР, СССР) — армянский советский поэт, политический деятель.

## Биография
Родился в 1889 году в Алашкерте (Османская империя) в семье служащего. Мама погибла в турецкой тюрьме.
Учился в Эчмиадзинской семинарии Геворгян (1896—1906), откуда был исключён за революционную деятельность, затем в Московском торговом институте. В 1905 вступил в РСДРП. Вёл революционную работу в Армении, Москве, Средней Азии, в 1906—1909 участвовал в работе социал-демократических организации Кагизмана, вёл пропаганду среди тифлисских железнодорожников, батумских рабочих, распространял листовки и прокламации.
Первую поэму «Самуэл пастушок» выпустил в 1911, поэму «Веяние весны» в 1915.

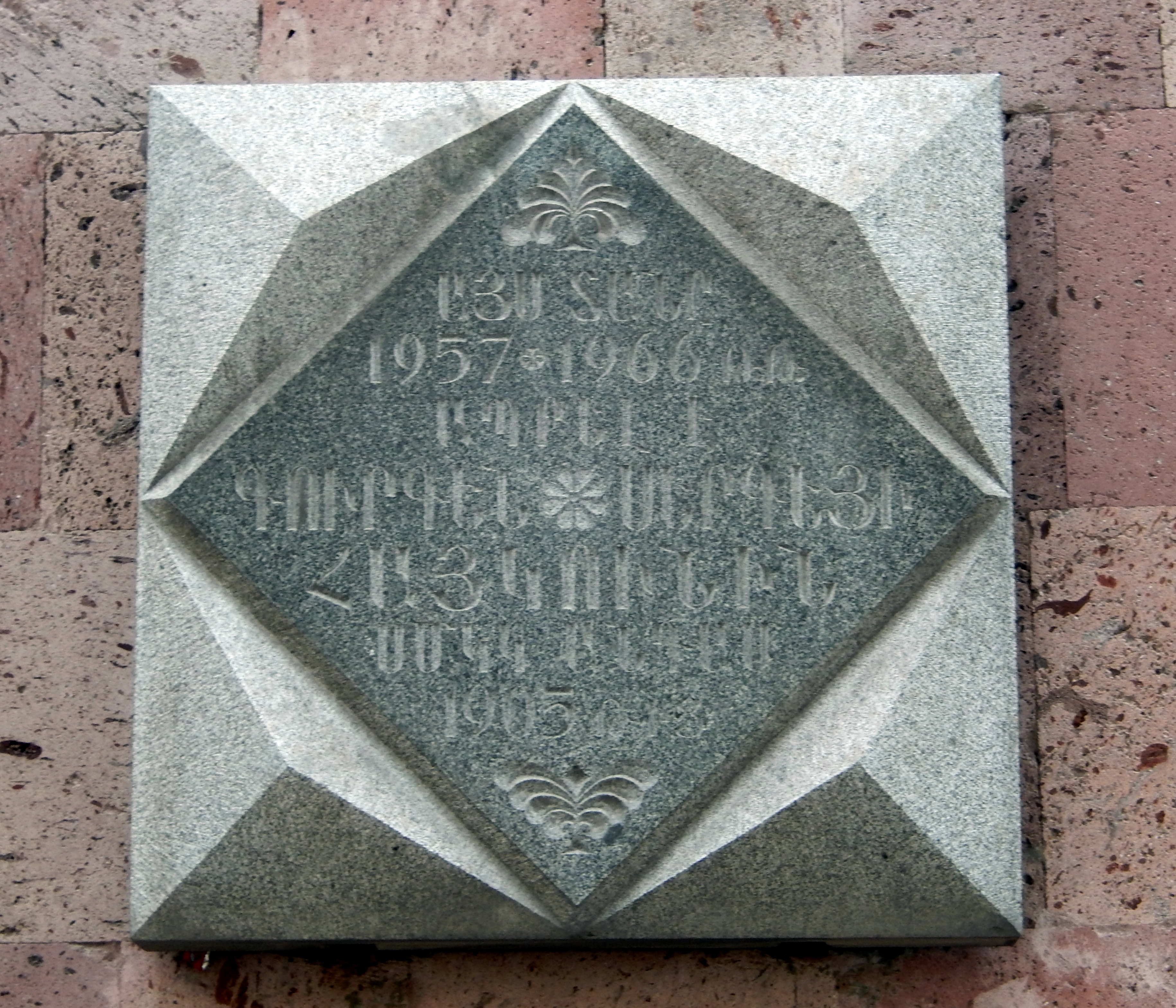
Мемориальная доска в Ереване, ул. Киевян, 2

В годы Первой мировой войны в армянской прессе опубликовал ряд статей, в которых писал об империалистическом характере войны, разоблачал турецкие правящие круги — организаторов геноцида армян. После Февральской революции 1917 года занимался революционной работой среди рабочих и солдат в Тифлисе, Александрополе, Карсе, Сарикамыше.
Участвовал в 1 съезде западных армян в Ереване (единственный из большевиков); избран заместителем председателя Западно-армянского Национального Совета.
Руководил большевистской организацией Александрополя, редактировал её печатный орган газету «Нор Кянк» («Новая Жизнь»).
В ноябре 1917 в Тифлисе с группой армянских коммунистов начал организационную работу по созданию Коммунистической партии Армении (сформировалась к началу 1918).
После 1917 года написал поэмы: «Пир орла», «Голгофа», «Извержение вулканов», «Титан» и «Красный дьявол». Две последние изданы также на русском языке. Переводил на армянский язык стихи Уитмена и «Мать» М. Горького.
В 1918 — член президиума ЦИК Северо-Кавказской советской республики и нарком по делам национальностей. В марте 1919 в качестве представителя компартии Армении участвовал в учредительном конгрессе III Интернационала, подписал его манифест.
Работал в Комиссариате по армянским делам, редактировал ряд армянских газет, вёл ответственную работу в Закавказье, Москве.
В 1937 был репрессирован, более 10 лет провёл в ссылке. В 1947 освобождён, работал в России, в 1954 вернулся в Ереван.

## Сочинения
- Самуэл пастушок (поэма, 1911)
- Веяние весны (поэма, 1915)
- Мемуары

### Поэмы (1920—1925)
- Пир орла
- Голгофа
- Извержение вулканов
- Титан
- Красный дьявол

### Переводы
- стихи Уитмена
- Мать (А. М. Горького)

## Персональные данные
- Отец — Саркис Айкуни — из Трапезунда, народный учитель, литератор-этнограф.